# Amt Blankenstein (Grafschaft Mark)
Das Amt Blankenstein war ein Amt der Grafschaft Mark mit Sitz in der Freiheit Blankenstein. Es umfasste die Gerichtsbezirke Hattingen und Bruch.

## Geschichte
Das Amt Blankenstein wurde im 13. Jh., nach der Errichtung der Burg Blankenstein im Jahre 1226, eingerichtet. Es bestand bis zum Frieden von Tilsit im Jahre 1807, als die Grafschaft Mark an das Französische Kaiserreich abgetreten wurde, und ging in der darauffolgenden Reorganisation des neuen Départements Ruhr im Kanton Hattingen auf.

## Organisation
Der Gerichtsbezirk Bruch umfasste unter anderem folgende Orte:
- Blankenstein
- Holthausen
- Welper
- Baak
- Linden
- Dahlhausen

Der Gerichtsbezirk Hattingen umfasste unter anderem folgende Orte:
- Hattingen
- Niederwenigern
- Altendorf
- Sprockhövel
- Elfringhausen